# Mitrofan (Nikitin)
Mitrofan, imię świeckie Andrij Nikitin (ur. 31 października 1976 w Woroszyłowgradzie) – biskup Ukraińskiego Kościoła Prawosławnego Patriarchatu Moskiewskiego.

## Życiorys
Urodził się w rodzinie robotniczej. W 1991, po ukończeniu szkoły średniej, wstąpił jako posłusznik do Pustelni Korzennej. W 1994, za zgodą swojego ojca duchowego, przeniósł się do Monasteru Świętogórskiego. W tym samym roku został hipodiakonem i kierowcą biskupa gorłowskiego i słowiańskiego Alipiusza. 21 listopada 1994 hierarcha ten wyświęcił go na diakona.
23 grudnia 1994 złożył wieczyste śluby mnisze w Monasterze Świętogórskim, przyjmując imię Mitrofan na cześć św. Mitrofana z Woroneża. 18 maja 1997 został hieromnichem. 20 października 1997 arcybiskup doniecki i mariupolski Hilarion (Szukało), tymczasowo zarządzający eparchią gorłowską, skierował go do pracy duszpasterskiej w parafii św. Michała w Mariupolu, zaś dwa lata później wyznaczył kapłanem nowo powstającej parafii św. Włodzimierza w tym samym mieście. Od 2000 hieromnich Mitrofan pracował w cerkwi Narodzenia Pańskiego w Doniecku. W tym samym roku ukończył naukę w seminarium duchownym w Kijowie. Studia teologiczne kontynuował w Kijowskiej Akademii Duchownej, uzyskując dyplom w 2005. Od 2004 wykładał Nowy Testament na uniwersytecie w Doniecku. Od 2006 był również opiekunem uniwersyteckiej cerkwi Świętych Borysa i Gleba.
24 stycznia 2007 otrzymał nominację na biskupa gorłowskiego i słowiańskiego, zaś uroczysta chirotonia odbyła się cztery dni później w ławrze Peczerskiej. 28 sierpnia 2013 r. otrzymał godność arcybiskupa, a 17 sierpnia 2015 r. – metropolity.